# Tadeusz Radzik (matematyk)
Tadeusz Aleksander Radzik (ur. 1949 w Gryfowie Śląskim) – polski matematyk i nauczyciel akademicki. W pracy naukowej zajmuje się teorią gier.

## Życiorys
Egzamin maturalny zdał w 1967 roku w Liceum Ogólnokształcącym w Mirsku. W tym też roku znalazł się w ośmioosobowej finałowej grupie reprezentującej Polskę na Międzynarodowej Olimpiadzie Matematycznej w Jugosławii. Następnie podjął studia matematyczne na Uniwersytecie Wrocławskim, które ukończył w 1971 roku. W latach 1975–1978 odbył studia doktoranckie w Instytucie Matematyki Politechniki Wrocławskiej i uzyskał tam stopień doktora nauk matematycznych na podstawie rozprawy doktorskiej pt. „Mieszane gry czasowe”; promotorem był Stanisław Trybuła. Stopień doktora habilitowanego nadała mu Rada Naukowa Wydziału Podstawowych Problemów Techniki Politechniki Wrocławskiej w 1994 roku na podstawie pracy pt. „Strategie optymalne w grach czasowych przy różnych ilościach informacji”. Tytuł profesora nauk matematycznych uzyskał w 2009 roku. 

## Dorobek
Zainteresowania naukowe Tadeusza Radzika koncentrują się wokół różnych problemów w teorii gier, która jest jego główną specjalnością naukową. W szczególności zajmował się problemami związanymi z optymalnym wyborem momentów czasowych do podejmowania akcji przez antagonistyczne strony w różnych sytuacjach konfliktowych, badał istnienie i strukturę równowag Nasha w grach macierzowych, w skończonych grach n-osobowych i w grach na kwadracie jednostkowym. Uzyskał kilka ważnych wyników w teorii wartości gier kooperacyjnych. Odbył kilkakrotnie staże badawcze w Holandii, USA i Indiach. Był promotorem w dwóch zakończonych przewodach doktorskich oraz kierownikiem trzech projektów badawczych finansowanych przez KBN. Jest autorem lub współautorem około kilkudziesięciu publikacji naukowych. Wiele z nich ukazało się w czasopismach o zasięgu międzynarodowym, np. w International Journal of Game Theory i Mathematical Methods of Operations Research. Jest też autorem rozdziałów w książkach oraz monografii pt. „Gry czasowe”.